# Sollidenský palác

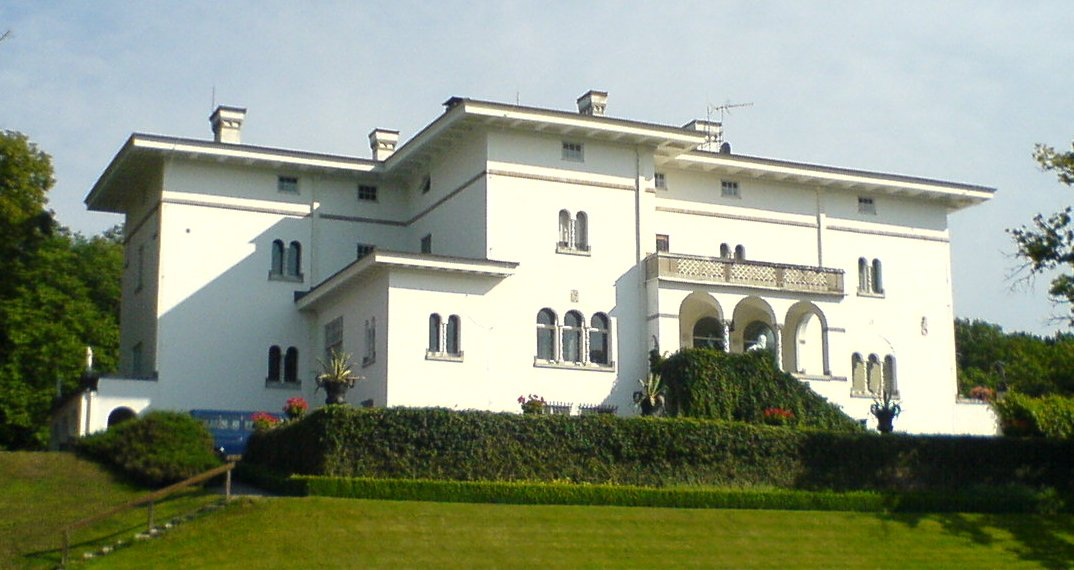
Sollidenský palác v srpnu 2006

Sollidenský palác (obecně známý pouze jako Solliden) je letní rezidence švédské královské rodiny a osobní soukromá nemovitost krále Karla XVI. Gustava. Palác se nachází nedaleko ruin Borgholmského hradu na ostrově Öland v jižním Švédsku u baltského pobřeží. Královská rodina palác využívá na oslavy Victoriadagarna. Součástí celého komplexu je několik budov, zahrady, park s lesem Ekskogen.

## Další informace
Palác byl postaven v roce 1906.

## Galerie

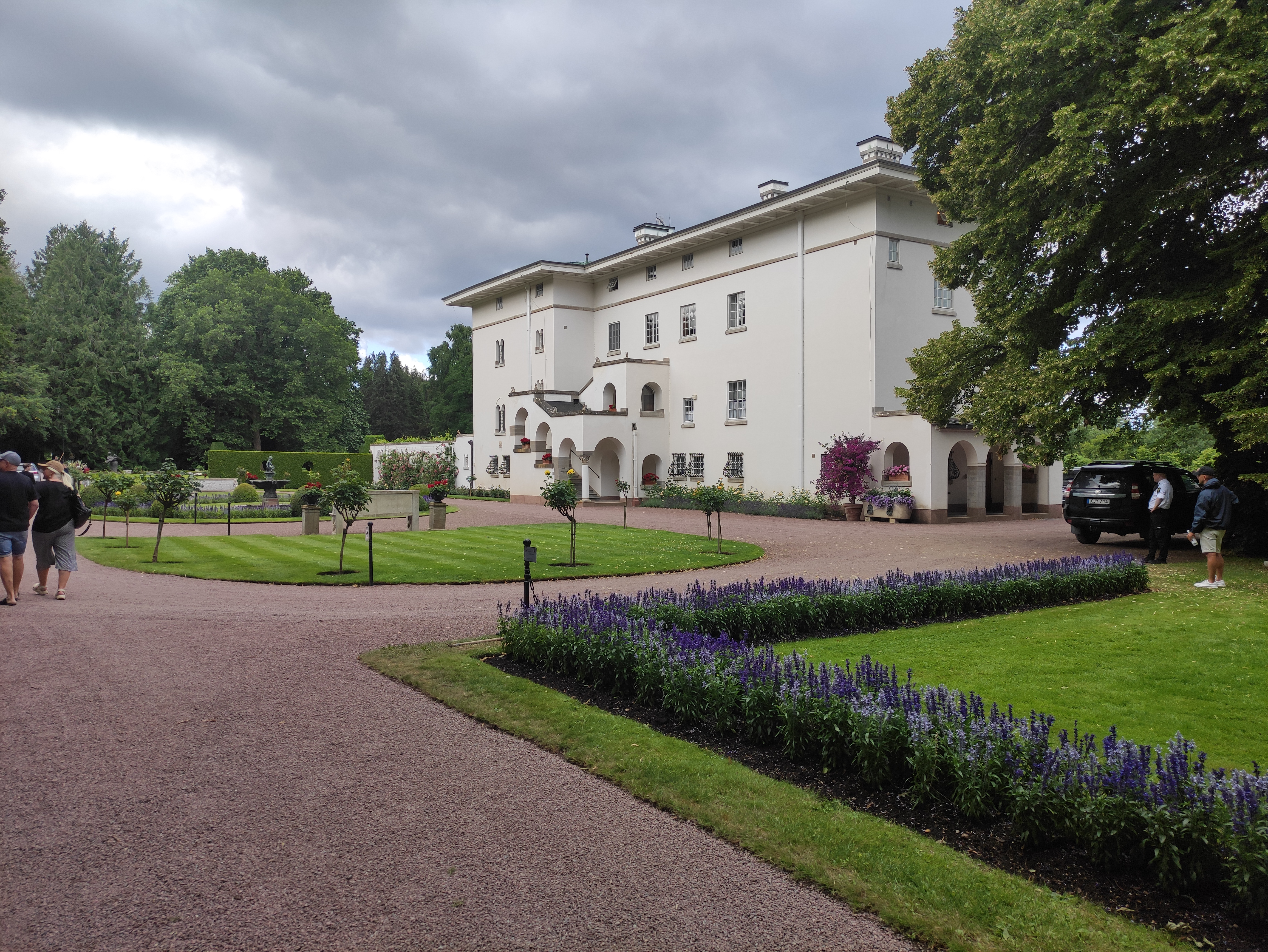
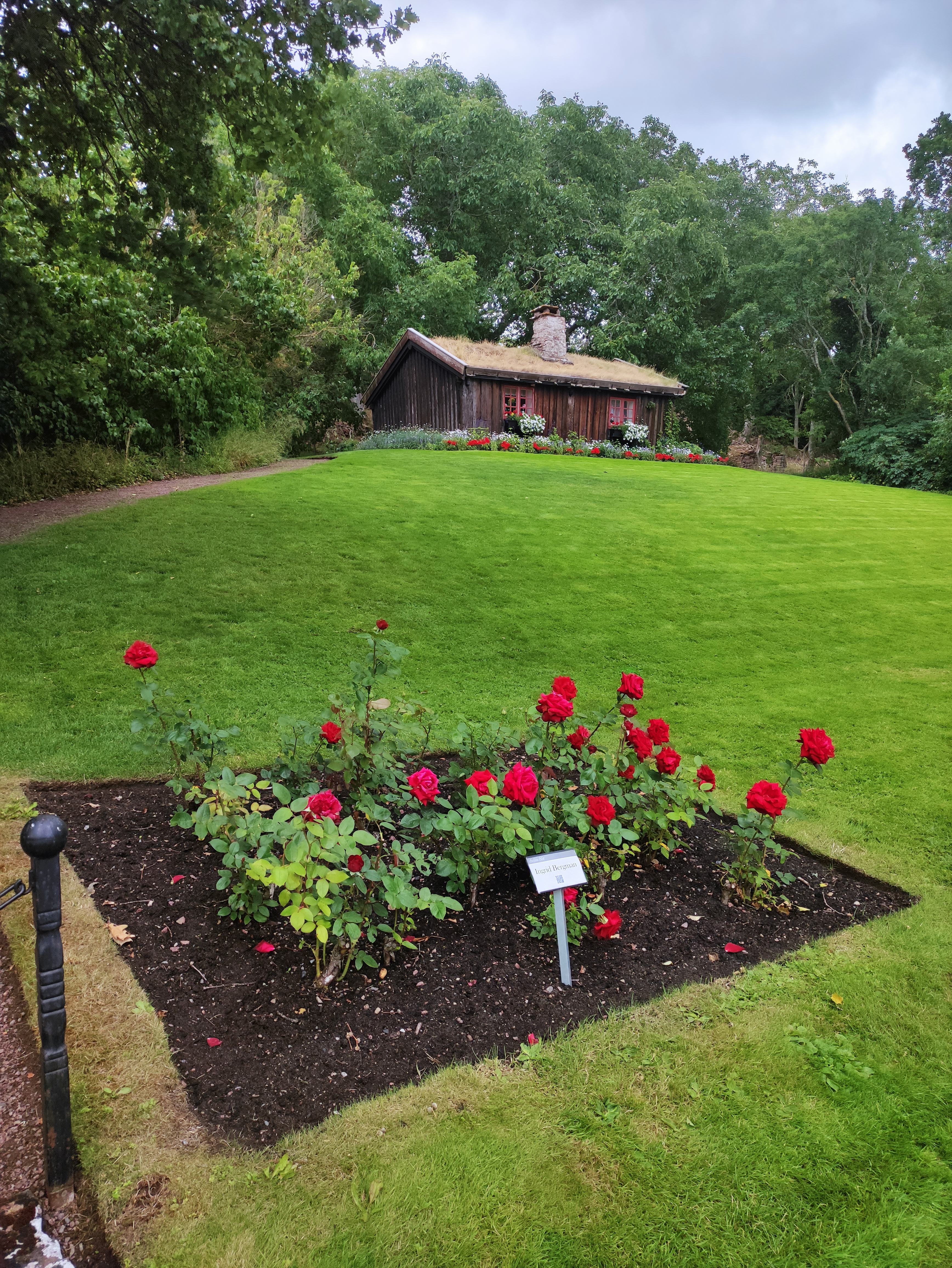
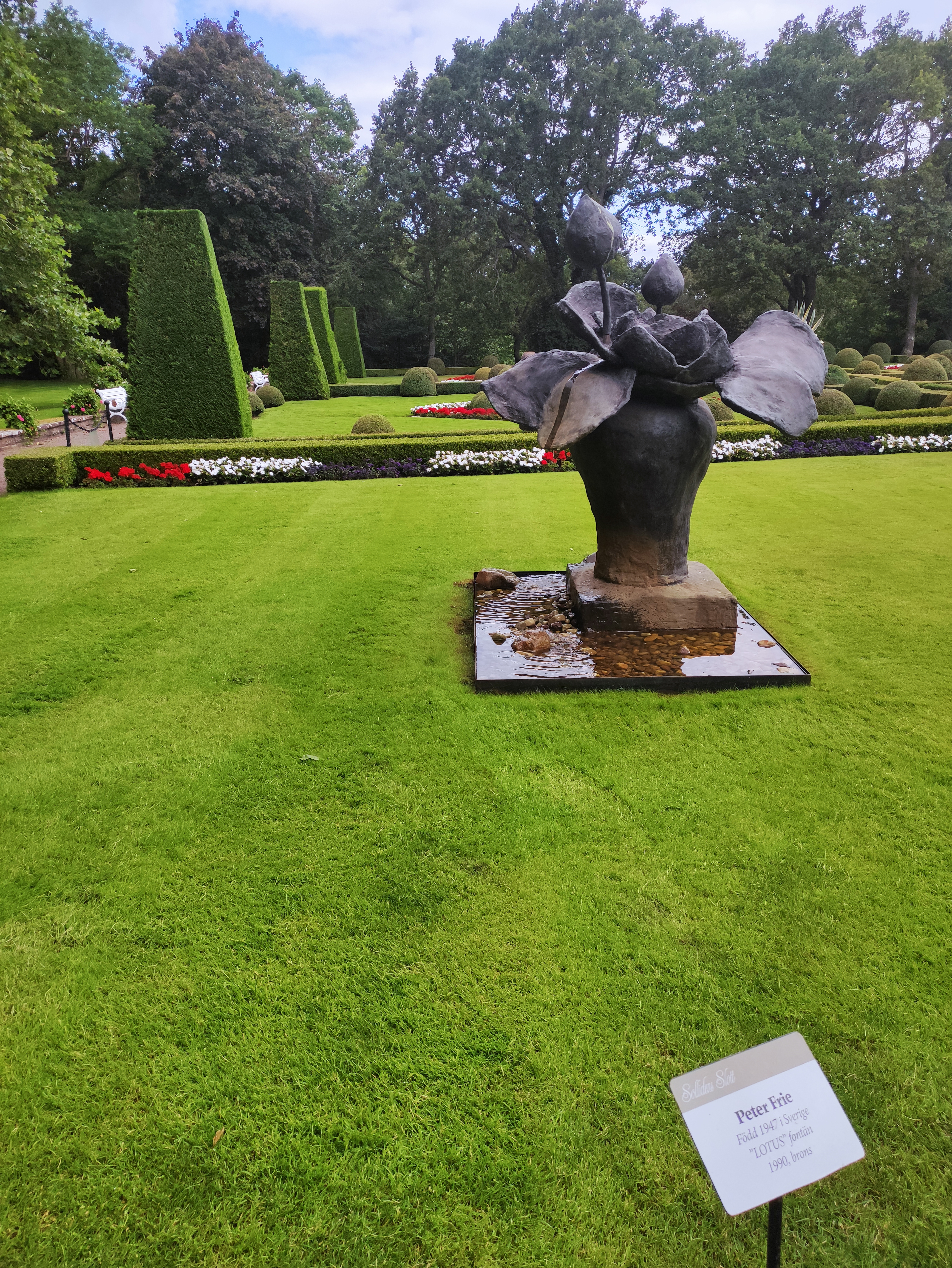
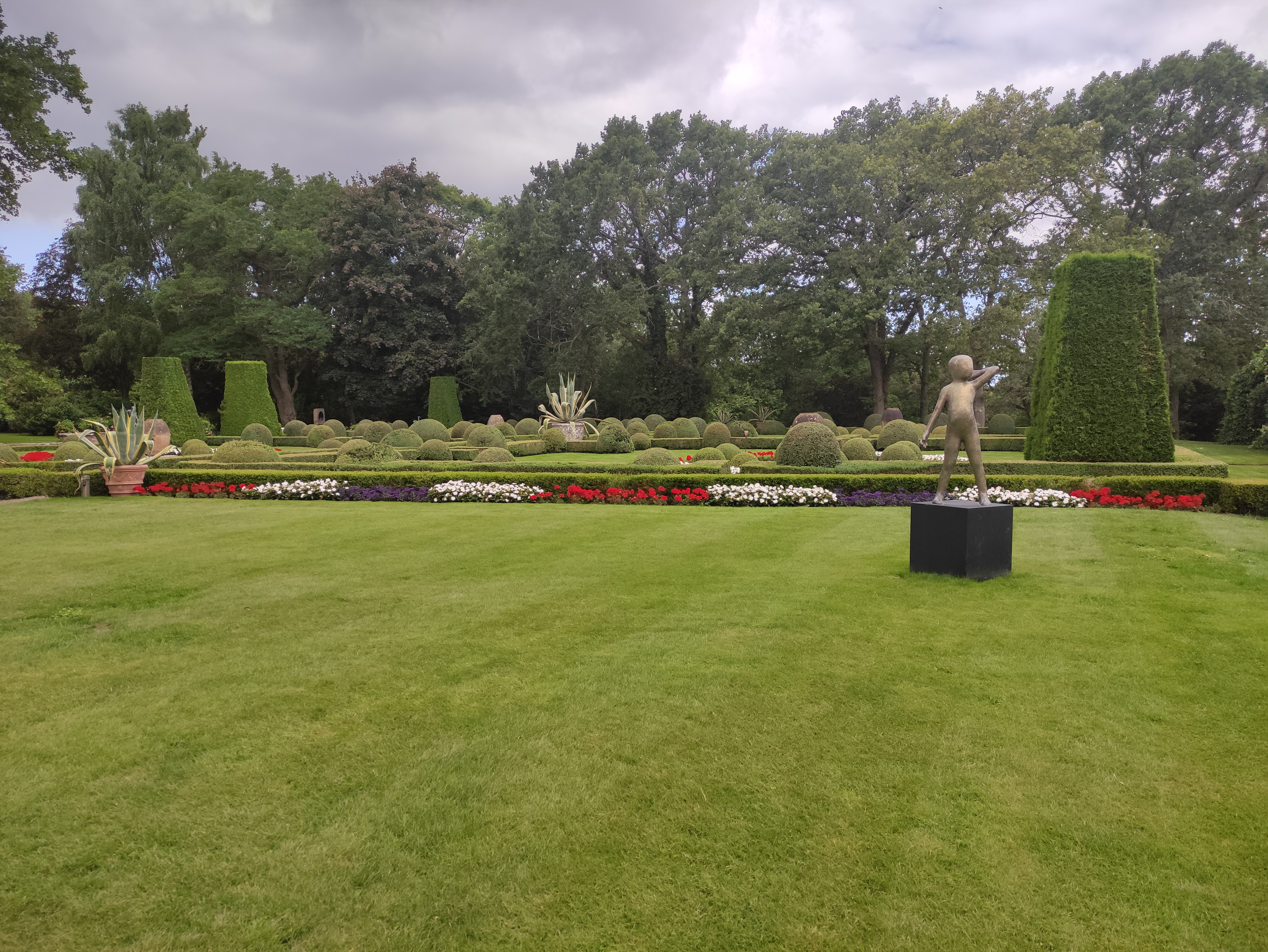
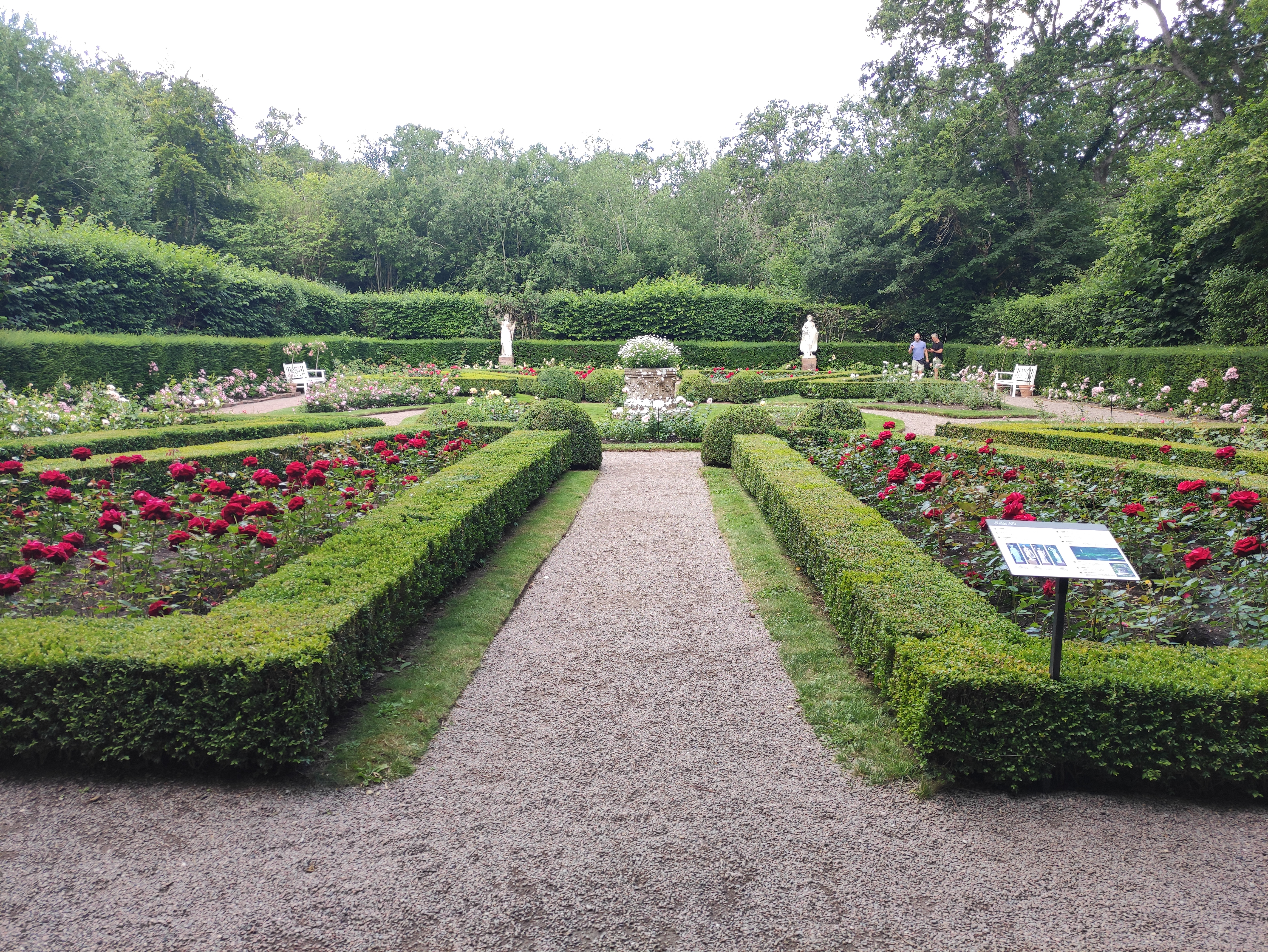
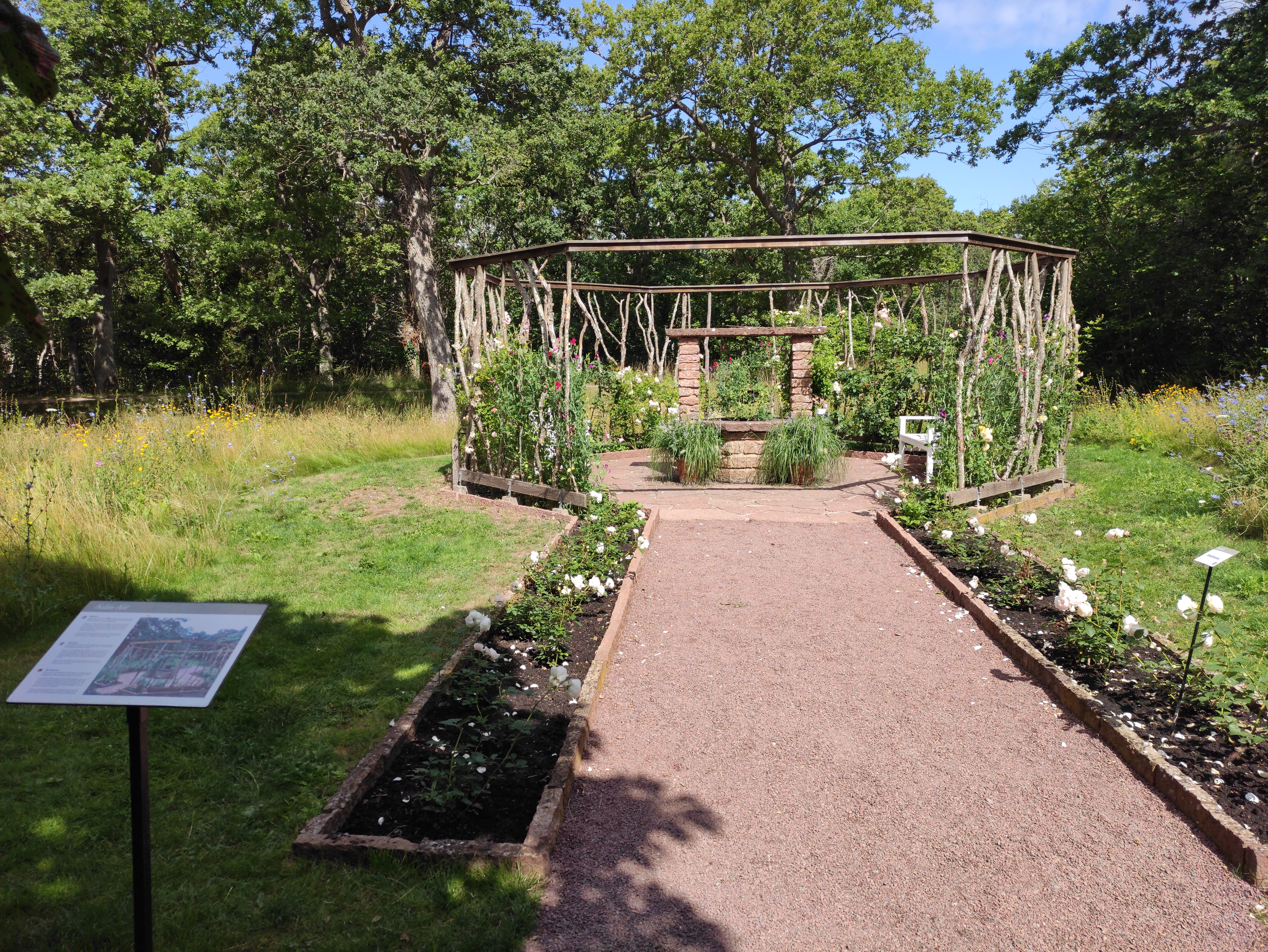
Ekskogen